# Буштынская поселковая община
Буштынская поселковая общи́на (укр. Буштинська селищна громада) — территориальная община в Тячевском районе Закарпатской области Украины.
Административный центр — посёлок Буштыно.
Население составляет 25 857 человек. Площадь — 145 км².

## Населённые пункты
В состав общины входит 1 посёлок (Буштыно) и 8 сёл:
- Вонигово
- Дулово
- Новобарово
- Кричово
- Россошь
- Чумалёво
- Ровное
- Теребля